# 2152 Ганнібал
2152 Ганнібал (2152 Hannibal) — астероїд головного поясу, відкритий 19 листопада 1978 року.
Тіссеранів параметр щодо Юпітера — 3,132.